# 狐火 (歌手)
狐火（きつねび）は、日本のラッパー、シンガーソングライター。福島県東白川郡塙町出身。

## 概要
ラップスタイルは、オフビートラップとポエトリーリーディングを駆使するスタイル。

ベテラン・若手を問わず、様々なアーティストとの共演や、規模やジャンルに関わらず数多くのイベントに出演している。
また、これまでに専門学校での講義や新聞へのコラム連載、他ジャンルで活躍している人物らとの対談なども行ってきている。

アルバム作品のリリース数は、配信アルバムも含めラッパーとしては日本トップクラスのリリース数でもある。(※2021年11月時点で21作品リリース)
昼間は派遣社員として働いている。

好きな言葉は「前人未到」。嫌いな言葉は他人から言われる「現実を見ろ」。

スイスの時計メーカー「フォルティス」の腕時計、フリッソンの999本限定モデルを愛用している。
伯叔祖父母は西野清市（西野聖市）。

## 来歴
2002年
- 福島県いわき市にて、いわき明星大学（現・医療創生大学）の先輩達とラップを始める。

2005年
- 大学卒業とともに宮城県仙台市に活動拠点を移す。東北と北関東を中心に活動する5人組ラップグループ「DMC」に所属する。

2007年
- 上京、活動拠点を関東に移す。

2008年
- 「DMC」活動休止。ラップスタイルをポエトリーリーディング調へと大幅に変えて、ソロ活動を開始。
秋には1st Album「BUTTRFLY UNDER FLAPS」をリリース。

2009年
- 楽曲「マイハツルア」が各方面で高い評価を受ける。

2010年
- 楽曲「27才のリアル」を発表[20][21][22]。

2011年
- 東日本大震災の3日後から3か月間にわたり、週1曲ペースで震災・原発関連の計14曲をYouTubeで発表[23]。
これらの発表した楽曲をまとめた5th Album「PRAY FOR FINAL」を同年11月にリリース。

2012年
- 当時勤めていた会社に午前休をもらい、スーツ姿で「SUMMER SONIC 2012」最終ライブ審査へ参加。ポエトリーリーディングで初めてSUMMER SONICへの出演を果たす[24]。
1000組以上のエントリーでバンド編成のアーティストが大多数を占める中、ライブ審査等をマイク1本で制したことから「1000組のバンドを黙らせた1本マイク」と称される。
- 11月、「会津・漆の芸術祭2012 ～地の記憶 未来へ～」のシンポジウム、「アートにできること できたこと2012」にパネラーとして選出[25]。

2013年
- 3月に福島県福島市といわき市の2会場にて、2日間のワンマンライブを行う[26]。
また、8月にはラップを始めた当初より目標であった「B-BOY PARK」出演を果たす。

2015年
- 2月、関和亮初監督ドキュメンタリー映画『Living Behavior 不可思議/wonderboy 人生の記録』プレミア上映イベントに出演[27]。
- 11月、テレビ朝日系「ビートたけしのTVタックル」出演。

2016年
- 監督・児玉裕一、監修・箭内道彦による短編ミュージカル映画「MIRAI 2061」主題歌の「みらいはすこしふしぎ」にラップ箇所のリリックを提供[28]。

2018年
- 奥村徹也監督の映画作品「cat fire」にて、映画初主演。

2019年
- MOOSIC LAB 2019 長編部門 参加作品の映画「GEEK BEEF BEAT」に出演。同作にて、主演の東野春男役を務める[29][30][31][32]。
- TAK-ZのMUSIC VIDEO作品「生きてるうちに feat.SHINGO★西成&般若」に助演として出演。

2020年
- 齊藤工が監督・企画・原案・共同脚本・撮影を担当した映画「COMPLY+−ANCE コンプライアンス」の劇中歌を担当[33][34][35]。
- 3月、関西テレビ「村上マヨネーズのツッコませて頂きます!」に出演。
番組内企画である「第三回ストリートミュージシャン 恋歌GP」にて、袴田吉彦の恋愛エピソードを「電話の向こう」と題した楽曲として披露。
- 8月、テレビ朝日系「フリースタイルティーチャー」にて、レイザーラモンRGへのアドバイザーとして出演。

2021年
- 2021年限定で、過去にライブオファーのあったオーガナイザー及び、過去にライブを行った全国のライブハウスやクラブ等を対象に、完全ノーギャラでの全国ライブツアーを打ち出し、それに伴うクラウドファンディングの企画をCAMPFIREにて実施[36]。
支援総額が目標金額へ到達した事により、プロジェクトを達成。
- 桂笹丸、立川幸朝と共に、落語家とラッパーを中心としたグループ「音詞噺」を結成。

2022年
- 福島県の新スローガン「ひとつ、ひとつ、実現する ふくしま」の理念に共鳴した同県ゆかりの人物・団体により発足した「ひとつ、ひとつ、実現する ふくしま 応援団」に参加[37][38]。
- 福島県町村職員就職オンラインセミナーのPR動画に楽曲「27才のリアル」を提供[39]。
- ステーキ＆ハンバーグレストラン「モンスターグリル」のコミックに本人役で出演。その際に同じく本人役で出演していた俳優の温水洋一のラップを監修。また、店内で流れる楽曲をパークマンサー（軟式globe）を客演に招き制作。
- ミラクルひかるを客演に招いた楽曲『蛍光』を発表。
- DA PUMPのKENZOとのダンスポエトリーリーディングコラボを番組で披露。

## ディスコグラフィー

### 配信限定シングル
| 発売日         | タイトル                              | 収録アルバム |
| -------------- | ------------------------------------- | ------------ |
| 2015年10月16日 | 進め / 狐火 & Produced By Laugh       |              |
| 2019年9月20日  | 爆発リスクを背負ったラッパー          | 36才のリアル |
| 2020年2月20日  | 再録コンプライアンス                  | 37才のリアル |
| 2022年3月1日   | モンスターグリル feat. パークマンサー | 39才のリアル |
| 2022年7月31日  | 蛍光 feat. ミラクルひかる             | 未収録       |

### 参加作品
| 発売日         | タイトル                                         | 規格品番   | 収録曲                                                                               |
| -------------- | ------------------------------------------------ | ---------- | ------------------------------------------------------------------------------------ |
| 2009年11月04日 | DJ ZINYA『street props vol.2 mixed by DJ ZINYA』 | MUCD-002   | 頭角                                                                                 |
| 2010年01月13日 | K.E.I『EN』                                      | TKR-001    | Marshall Roulette feat. 狐火                                                         |
| 2010年07月21日 | Nostalgia Trust『Feelings Trust』                | IDRCD-006  | 一身上の都合のうえ炎上 feat. 狐火                                                    |
| 2010年12月08日 | K.E.I『meisai』                                  | TKR-002    | CHANGES feat. 狐火                                                                   |
| 2010年12月13日 | Systematic Family『奥の細道 GAIDEN』             | SYS-11     | 人滅腐心                                                                             |
| 2012年12月05日 | DAOKO『HYPER GIRL -向こう側の女の子-』           | LHWCD-0010 | みらいよそうズ feat. 狐火                                                            |
| 2013年01月25日 | fragment『感覚として。+ササクレ』                | SUBE-029   | 雨降りの原発 feat.狐火                                                               |
| 2013年11月20日 | 観音クリエイション『明響詩水』                   | MZRCD-001  | Answer Pellicule feat. 狐火 サマーソニック僕に5分だけ時間をください Remix feat. 狐火 |
| 2014年06月11日 | DJ6月『バッテンウルフ』                          | LHWCD-0021 | カモフラージュ feat.狐火                                                             |
| 2015年06月10日 | DAZU-O『DAZU BOX2』                              | WMNCD-1005 | BestFriend FEAT.狐火                                                                 |
| 2015年06月17日 | DJ6月『バッテンシャーク』                        | LHWCD-0031 | 天気予報 feat.狐火                                                                   |
| 2016年01月20日 | あっこゴリラ『TOKYO BANANA』                     | KMKZCD-01  | TOKYO BANANA II feat.狐火                                                            |
| 2017年8月2日   | Laugh『Sneer』                                   | LAUGH-003  | 14.進め feat.狐火                                                                    |
| 2017年11月22日 | DJ TO-SHIRO『ジグソーパズル』                    | AMTR-0001  | 14.向こう側 feat. 狐火                                                               |
| 2020年3月29日  | SHU-THE『ニライカナイ (feat. 狐火)』             | (配信限定) | ニライカナイ (feat. 狐火)                                                            |
| 2021年2月20日  | TAK-Z『傷と光 (feat. 狐火)』                     | (配信限定) | 傷と光 (feat. 狐火)                                                                  |
| 2021年2月25日  | 麦本三歩の好きな音                               | UPCH-2213  | 7.かかと着く頃には                                                                   |

## 公式動画
| 曲名 | 収録アルバム         |
| --- | -------------------- |
| 「晴れた日に feat.healah」「Atogaki feat,healah」「平成アパルトヘイト」 | 未収録               |
| 「YouTubeさん僕に５分だけ時間をください。」 | BUTTRFLY UNDER FLAPS |
| 「マイハツルア」「桜の花びら舞う間」「車輪 feat.レイ」「hanabi feat.真帆」「Aoi Usagi」「テンプビレジ」 | マイハツルア         |
| | BTTB                 |
| 「27才のリアル」「最後の曲だとしても」「一身上の都合のうえ炎上」「あの娘は夜通しツイッター」「H.I.V」 | 27才のリアル         |
| | 計画売名 (2005~2011) |
| 「被災地のあなたへ」「山本太郎みたいに干された」「何度でも」「SOS」「いつかdon't pray for」「精神被ばく」「Day Drama」「時間差メルトダウン」「小さな町の大きな空気」「レベル７」「ひとりぼっち」「福島からの風向き」                                                                                 | PRAY FOR FINAL       |
| | 世界の果て           |
| 「29才のリアル」「サマーソニック僕に５分だけ時間をください」「あの空の向こうで」「ゲットーカメレオン」「ラクダにコブ」「明日なんて先さ」 | 29才のリアル         |
| 「31才のリアル」「ロンリーギャル feat.daoko」「原爆ドームの見方が変わった日 feat.大森靖子」「媚とHIPHOPの間で」「放射能の季節」「30才のリアル」「ハケン国会」「成り上り」「グッドマンデー」「サマーソニックもう１度だけ時間をください / キツネクション」                                             | 31才のリアル         |
| 「LIFE&TRIP、ありがとう」「クズ」 | 計画売名2            |
| 「最底辺でも最短距離」「両目のダルマ」「頼んだカレーがまだ来ない」「両目のダルマ【liveMV】」「スナック feat,テンテンコ(ex.BiS)」「ペッパー」「連番5枚バラ5枚」 | ネオニート           |
| 「再起」「マイアミネガティブfeat,あっこゴリラ」「MOROHAがテレビ(地上波)に出た夜」「aiwaスピーカー」「ハイボール」「ヒーロー」 | 32才のリアル         |
| 「悪口ばかり曲にしやがって」「東京million」「ドリームウィーバー」 | 東京million          |
| 「33才のリアル」「この紙ヒコーキ、空わって」「9%」「エンドロールモノトーン」 | 33才のリアル         |
| 「マイハツルア」「27才のリアル」「29才のリアル」「31才のリアル」「最後の曲だとしても」「被災地のあなたへ」「YouTubeさん僕に５分だけ時間をください。」「33才のリアル」「媚とHIPHOPの間で」「最底辺でも最短距離」「悪口ばかり曲にしやがって」「両目のダルマ」「両目のダルマ【liveMV】」「東京million」 | 昨日までのベスト     |
| 「雨降りの原発」(fragment『感覚として。+ササクレ』に収録) | その他               |

## 主なライブ
- 2012年05月04日 - リゾームライブラリー
- 2012年08月19日 - SUMMER SONIC 2012
- 2012年11月10日 - ササクレフェスティバル VOL.3[66]
- 2013年08月17日 - B-BOY PARK 2013
- 2014年03月22日 - 飯坂温泉ミュージックフェスティバル おと酔いウォーク2014
- 2014年07月07日 - POETRY FES 2014[67]
- 2015年02月24日 - Living Behavior 不可思議/wonderboy 人生の記録
- 2015年04月25日 - 選挙フェス池袋
- 2015年05月03日 - ブタゴリラ vol.3[68]
- 2015年05月10日 - 綱島温泉湯会[69]
- 2016年02月14日 - WOOLY CARNIVAL 2016[70]
- 2016年12月02日 - あっこゴリラワンマンGIG Back to the Jungle
- 2017年01月06日 - A-SO-BEAT vol.4
- 2018年09月16日 - ウエノ・ポエトリカン・ジャム6 (UPJ6) ～はしれ、言葉、ダイバーシティ～[71][72]
- 2019年04月06日 - 飯坂温泉MUSIC FES.おと酔いウォーク2019
- 2019年04月21日 - The silence of spring
- 2021年09月19日 - NARI FES 道楽
- 2022年04月23日 - OUTBURST OF SOUL vol.10
- 2022年10月02日 - 秋のYOIMACHI 2022
- 2022年11月05日 - NARI FES “”
- 2023年05月21日 - 猪苗代野外音楽堂 音開き2023
- 2023年10月14日 - NARI FES 一火箭二狐三伽藍
- 2023年11月11日 - ピエロック pre. LIVEHOUSE POWER vol.33